# Mikkel Andersson (journalist)
 Der er flere personer med dette navn, se Mikkel Andersson.
Mikkel Andersson (født 1979) er en dansk journalist, debattør og satiriker. Han har siden 2020 været chefredaktør for det borgerlige netmedie Kontrast.
Mikkel Andersson har tidligere været klummeskribent for Politiken og anmelder for Jyllands-Posten, og har siden 2015 været tilknyttet Berlingske som kommentator, anmelder og journalist. Andersson var desuden vært på mediemagasinet Q&A på Radio24syv, og han var i 2010 med til at grundlægge den satiriske netavis RokokoPosten.
Mikkel Andersson har studeret Holocaust-benægtelse og benyttes ofte som ekspert på området. I 1997 startede han hjemmesiden holocaust-info.dk, som et modsvar til udbredelsen af Holocaust-benægtelse på internettet. Han har deltaget i arkæologiske udgravninger i Auschwitz-Birkenau i Polen.
Mikkel Andersson har en bachelor i historie og kandidatgrad i analytisk journalistik fra Aarhus Universitet. Han betegner sig selv som "en borgerlig fritænker" og har udtalt at Liberal Alliance er "det mindst dårlige valg".
I 2018 udgav Mikkel Andersson og Niels Jespersen bogen Eksperimentet der slog fejl. Status over 35 års dansk asylpolitik.
Sammen med den konservative Kasper Støvring og 
SF'eren Halime Oguz dannede han tænketanken Unitos i 2018.